# Jesper Strömbäck
Jesper Strömbäck född 23 september 1971 i Göteborg. Han är professor i journalistik och medie- och kommunikationsvetenskap med inriktning mot politisk kommunikation vid Institutionen för journalistik, medier och kommunikation (JMG) vid Göteborgs universitet.
Jesper Strömbäck var tidigare professor i samma ämnen vid Mittuniversitetet i Sundsvall. Han har också varit gästforskare bland annat vid University of Florida och Zürichs universitet, samt ordförande för Political Communication Division inom International Communication Association (2014–2016). Strömbäck var medlem av Studieförbundet Näringsliv och Samhälles Demokratiråd 2005, 2006 och 2008. Under perioden 2011-2013 var han huvudsekreterare och kanslichef för regeringens Framtidskommission, vilken leddes av statsminister Fredrik Reinfeldt.
Han är även biträdande redaktör för tidskriften Political Communication. 
Med boken, Utan invandring stannar Sverige, som utkom i april 2016, tar Strömbäck ställning i frågor rörande Sveriges invandringspolitik. Utifrån en bred genomgång av forskning inom olika discipliner kommer författaren fram till slutsatsen att Sverige behöver invandring, att den är nödvändig för landet, att den är en tillgång och att den är en möjlighet till att föryngra Sveriges befolkning. Han menar även att invandringen utvecklar landets kultur och bidrar till att stärka samhällsekonomin.
Jesper Strömbäck är gift med Berivan Mohammad, krönikör och före detta ordförande för Liberal ungdom i Västernorrland. Hon kom till Sverige som politisk flykting från Kurdistan.